# Naučná stezka Krušná hora – Hudlický vrch

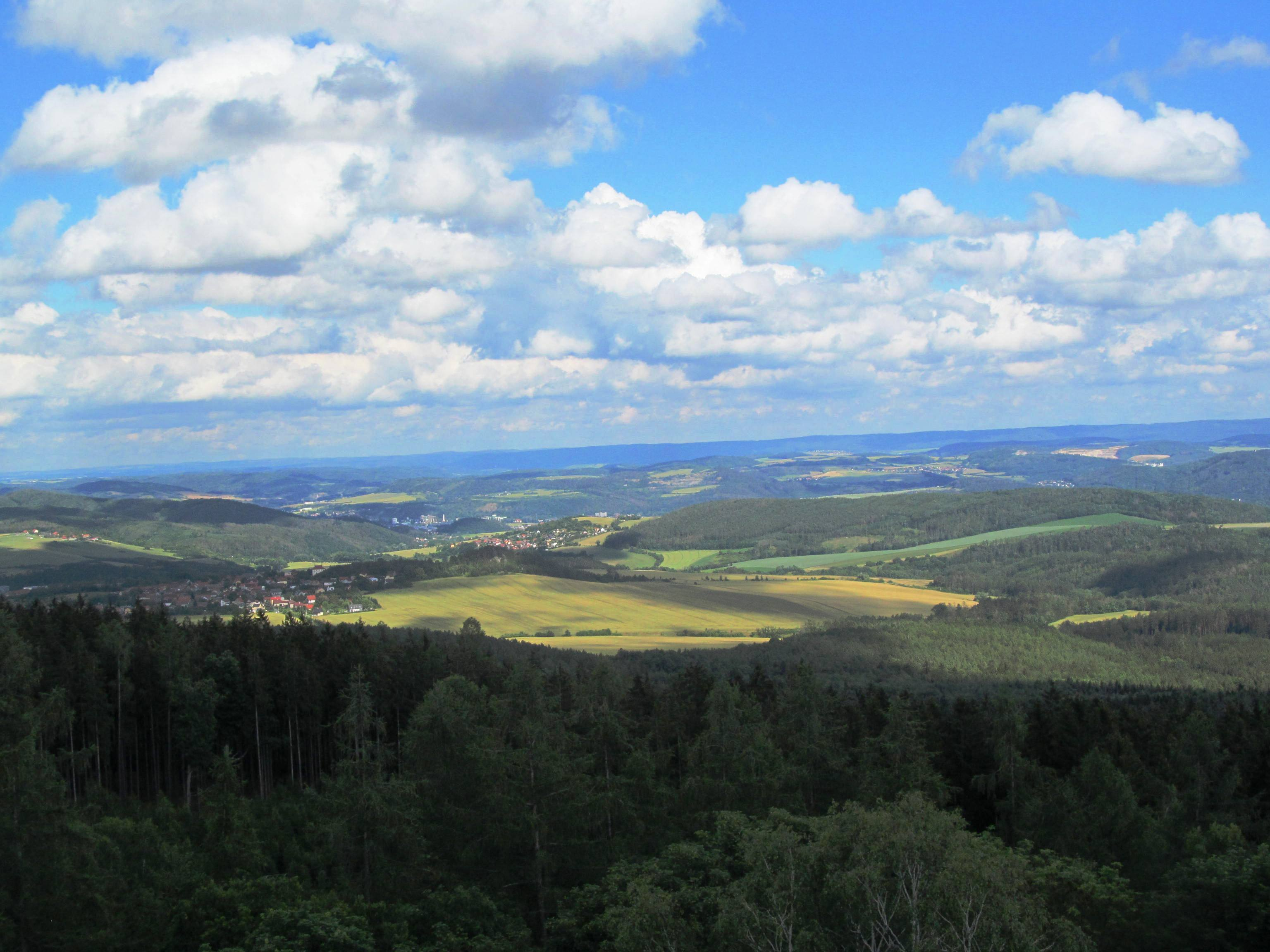
Výhled z rozhledny Máminka

Naučná stezka Krušná hora – Hudlický vrch se nachází v Chráněné krajinné oblasti Křivoklátsko. Zaměřuje se na historii dolování a těžby železa, přírodní poměry a historii regionu. V rámci dotačního titulu Zvyšování atraktivity Hudlicka jako destinace cestovního ruchu ji v průběhu let 2014–2015 založila obec Hudlice ve spolupráci s pěti dalšími organizacemi. Má tři hlavní východiště: u zastavení č. 1 49°57′19″ s. š., 13°55′23″ v. d., č. 6 49°58′38″ s. š., 13°56′46″ v. d., a č. 11 49°57′37″ s. š., 13°56′41″ v. d..

## Název stezky a trasa
Stezka je pojmenována podle dvou vrchů, v jejichž blízkosti vede: Krušné hory (609 m n. m.) a Hudlického vrchu (522 m n. m.). Trasa vede společně se žlutým turistickým značením rovinatým lesnatým terénem. Je rovněž možné přejít po modrém turistickém značení od 14. zastavení s názvem Důl Gabriela na Krušnou horu, kde je přístupná rozhledna Máminka s mimořádným rozhledem po kraji. Rozhledna byla otevřena v červnu 2015. Jejím architektem je Martin Rajniš, vysoká je 33 metrů. Stezka má 14 zastavení a 30 informačních tabulí.

## Seznam zastavení
- 1. Na Vartě – CHKO Křivoklátsko
- 2. Důl Gabriela – historie okolí, dolování a tavba železa
- 3. Dobrá Voda – činnost státního podniku Lesy České republiky
- 4. Pod rozhlednou – lesní těžba
- 5. Zámeček – historie dolování
- 6. Pod Chvojinkou – železárny v Novém Jáchymově
- 7. Pyramida – geologický profil území
- 8. Hudlický vrch – geologie kopce
- 9. Na Církvi – archeologie území, zejm. Keltové
- 10. Na Kolejkách – historické dopravní a inženýrské stavby
- 11. Na Úmrlčí – dějiny Hudlic, významné osobnosti regionu
- 12. U Studánky – současnost Hudlic
- 13. Pod Bukem – historie lovectví
- 14. Rozhledna Máminka – o rozhledně

## Galerie

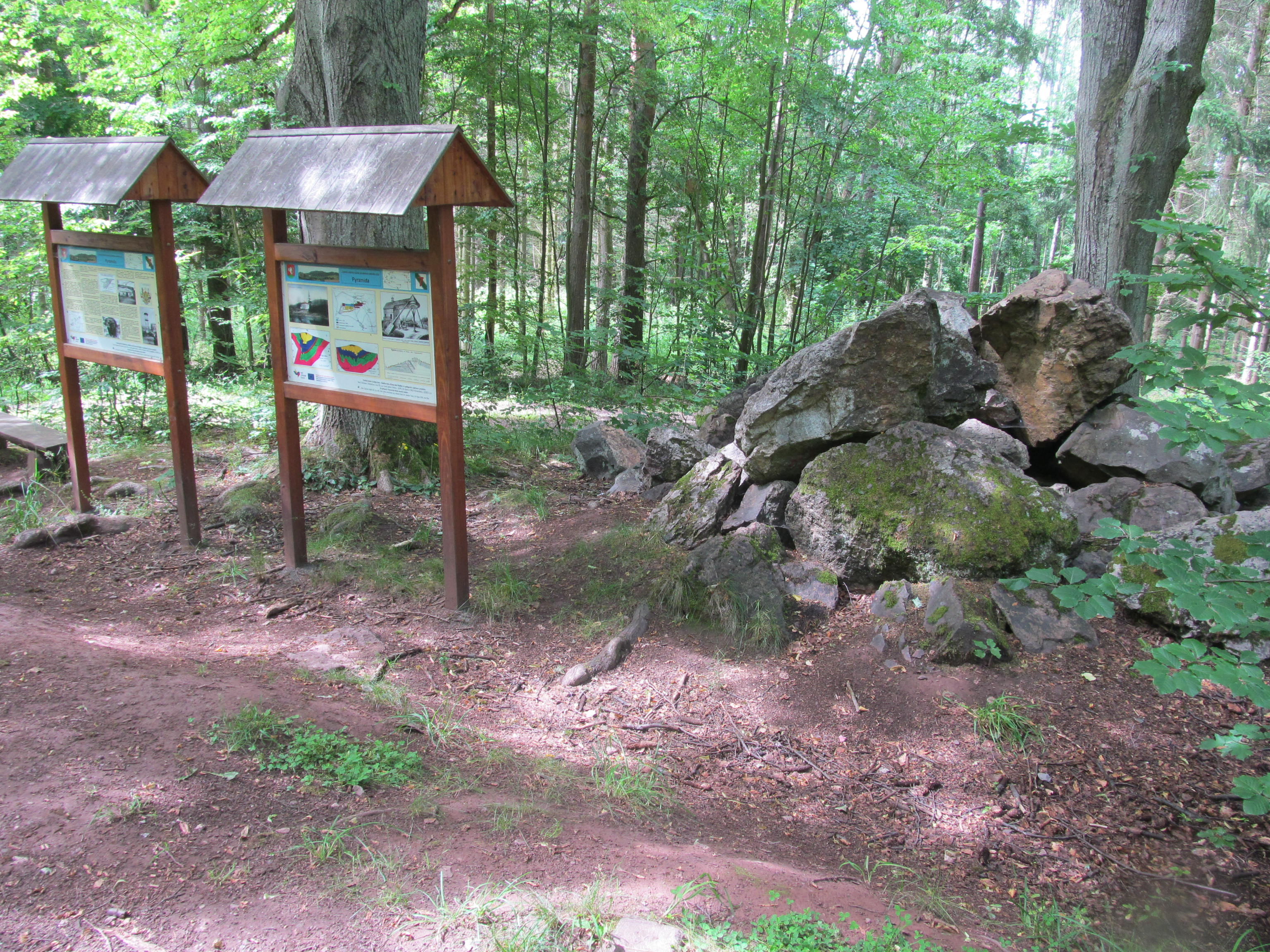
Zastavení Pyramida
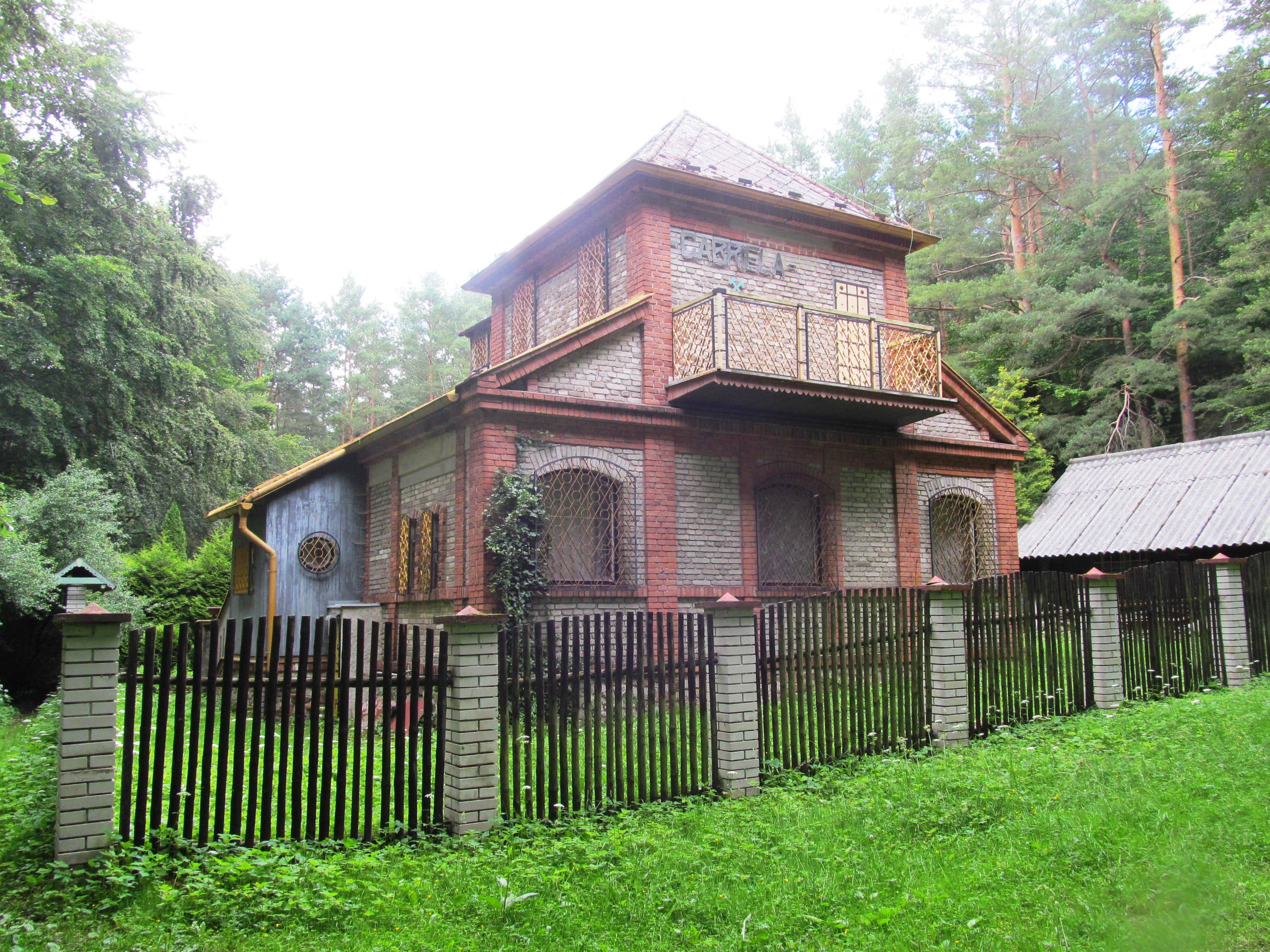
Bývalá šachta Gabriela
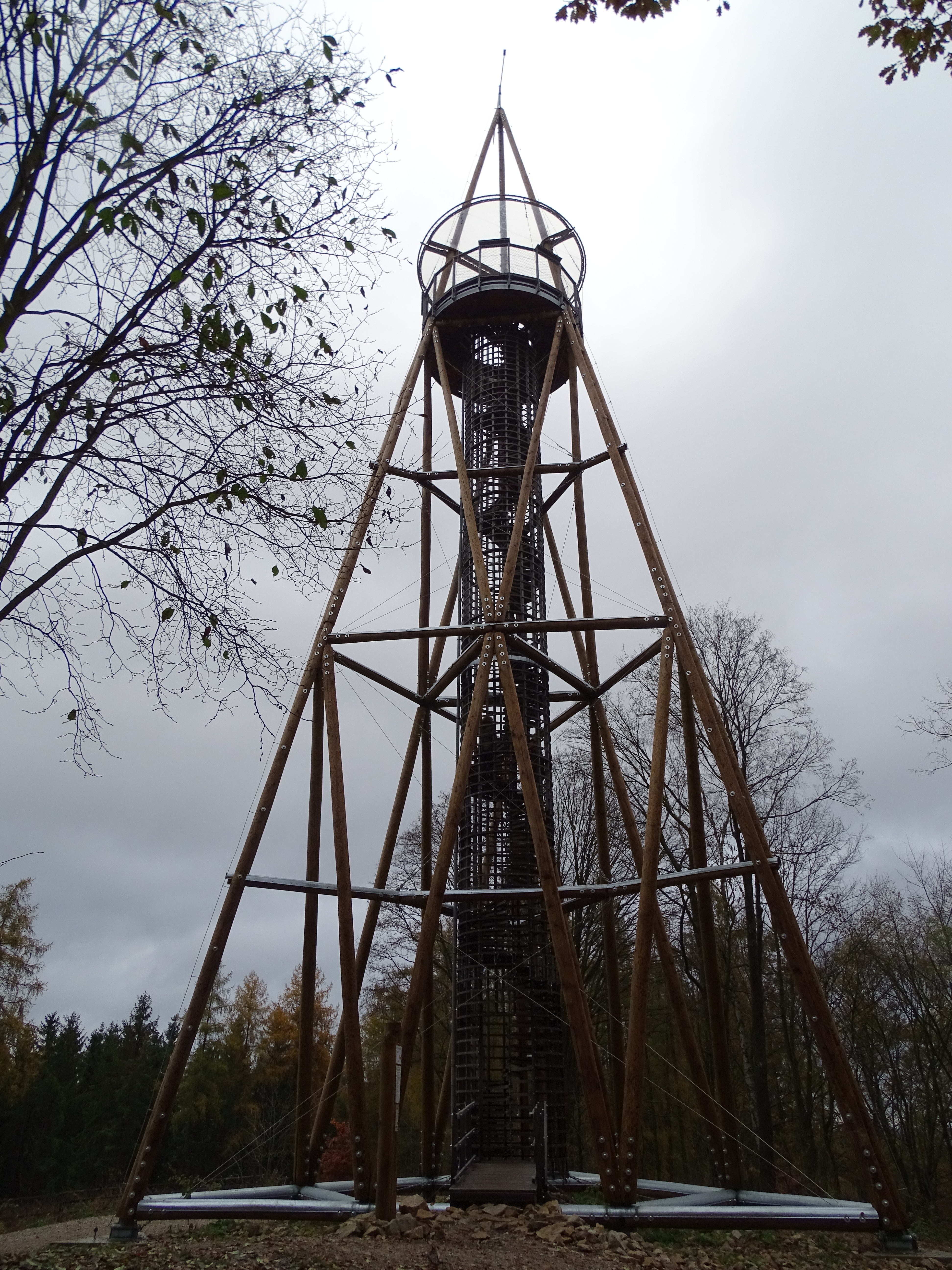
Rozhledna Máminka